# إن بي سي العالمية
إن بي سي العالمية (بالإنجليزية: NBCUniversal)‏ هي هيئة أمريكية للإعلام تأسست في مايو 2004 بعد هيئة الإذاعة الوطنية تملك شركة جنرال إلكتريك 80% منها وشركة فيفاندي تملك 20%.

## وصلات خارجية
- الموقع الرسمي